# Dreieckspitze
Dreieckspitze (även Dreieggspitze, italienska: Triangolo di Riva) är en bergstopp i Österrike på gränsen till Italien. Den ligger i den västra delen av landet. Toppen på Dreieckspitze är 3 030 meter över havet, eller 96 meter över den omgivande terrängen. Dreieckspitze ingår i Rieserferner Gruppe.
Den högsta punkten i närheten är Hochgall, 3 436 meter över havet, 5,9 km söder om Dreieckspitze.
Trakten runt Dreieckspitze består i huvudsak av kala bergstoppar och isformationer.